# أوغستين روبيت
أوغستين روبيت (بالإنجليزية: Augustine Rubit)‏ مواليد 14 أغسطس 1989 في هيوستن، هو لاعب كرة سلة أمريكي. بدأ مسيرته الاحترافية في سنة 2014. يلعب مع راتيوفارم أولم في الدوري الألماني لكرة السلة. يحمل الرقم 21. يبلغ طوله 6 قدم 7 بوصة (2.0 م). لعب كرة السلة الجامعية في جامعة جنوب ألاباما. لعب مع تايغرز توبينغن وراتيوفارم أولم.

## روابط خارجية
- أوغستين روبيت على موقع الدوري الأوروبي لكرة السلة (الإنجليزية)
- أوغستين روبيت على موقع كرة السلة الأوروبية.كوم (الإنجليزية)
- أوغستين روبيت على موقع كلية كرة السلة في سبورتس رفرنس.كوم (الإنجليزية)
- أوغستين روبيت على موقع ريلجم (الإنجليزية)
- أوغستين روبيت على موقع بروبوليرز (الإنجليزية)
- أوغستين روبيت على موقع سبورتس رفرنس (الإنجليزية)